# مورتال كومبات (لعبة فيديو 2011)
مورتال كومبات (بالإنجليزية: Mortal Kombat)‏ هي لعبة قتال مع رسومات ثلاثية الأبعاد. وهو الجزء التاسع من سلسلة ألعاب مورتال كومبات، من إنتاج شركة وارنر برذرز الأمريكية. صدر للاستخدام المنزلي في عام 2011 على جهازي بلاي ستيشن 3 وإكس بوكس 360. وفي 9 يناير 2012، أعلنت شركة وارنر برذرز بأصدار النسخة الكاملة للعبة مورتال كومبات.

## الشخصيات
في اللعبة شخصيات عديدة وهم:
- جوني كايج
- كاينو
- رايدن
- ليو كانغ
- سكوربيون
- ساب-زيرو
- سونيا
- ربتايل
- سايركس
- سيكتور
- كونغ لاو
- إيرماك
- جاكس
- كابال
- سترايكر
- كينشي: مع النسخة الكاملة
- كيتانا
- جايد
- ميلينا (مورتال كومبات)
- كريتوس: مع النسخة الكاملة
- نايت وولف
- نووب السايبت
- كوان شي
- راين: مع النسخة الكاملة
- شانغ تسونغ
- شيفا
- سيندل
- سكارليت: مع النسخة الكاملة
- سموك
- فريدي كروغر: مع النسخة الكاملة
- باراكا

بالإضافة إلى غورو وكينتارو وهما الغولان الذين يعملون لصالح شانغ تسونغ، وأيضا شاو كان. ولا يكمن اللعب بهما، إلا عندما تنهي القصة.اللعبة.

## بداية القصة
قصة مورتال كومبات 9 تضم قصة الاجزاء الثلاثة الأولى من اللعبة عندما تبدا البطولة ويخسر العالم الخارجي mk1 ثم يطلب شانغ تسونغ من شاو كان اعطائة فرصة أخرى لاعادة البطولة mk2 بعدها يقوم شاو كان بمخالفة البطولة وغزو الأرض واعادة احياء زوجته sindel
mk3 إلى ان يقوم رايدن بهزيمة شاو كان بمساعدة ال (elder gods).

## وصلات خارجية
- مورتال كومبات على موقع IMDb (الإنجليزية)

- الموقع الرسمي
- مورتال كومبات على موقع موبي جيمز